# Neuapostolische Kirche (Mannheim)

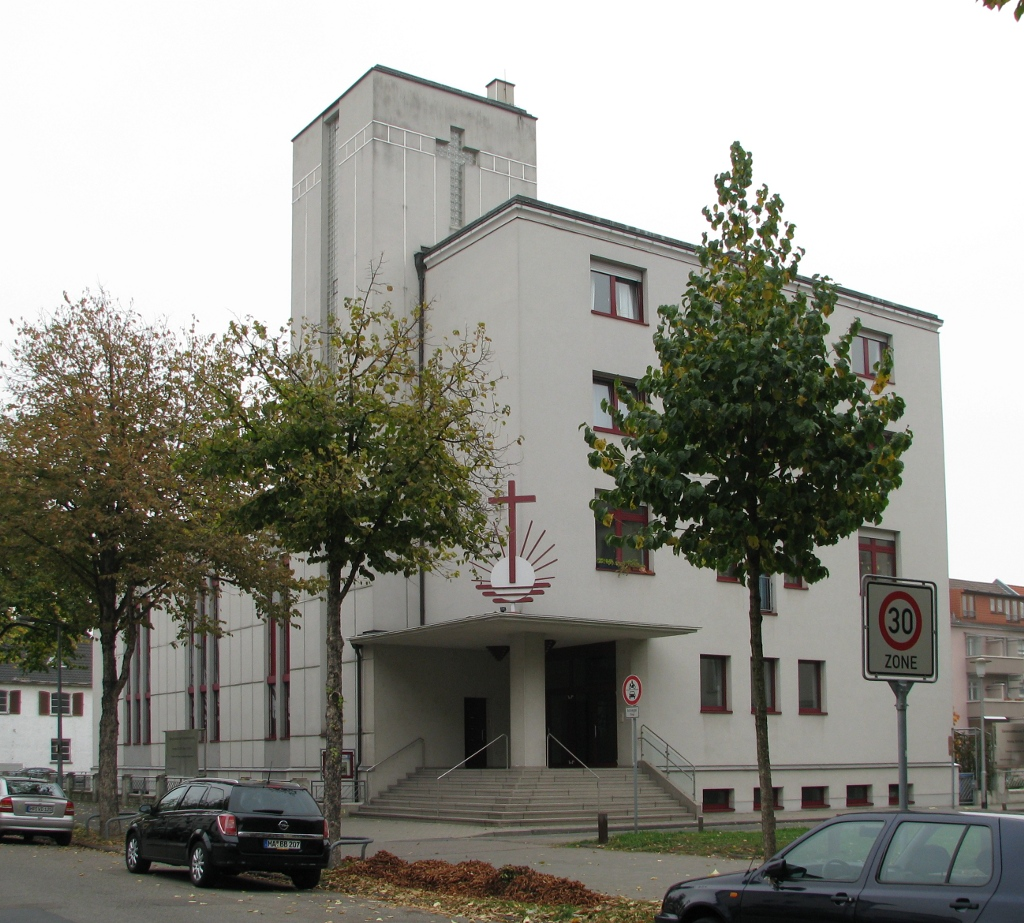
Neuapostolische Kirche, 2008

Die Neuapostolische Kirche im Mannheimer Stadtteil Neckarstadt-Ost wurde im Stil der Neuen Sachlichkeit zwischen 1929 und 1930 nach den Plänen von Wilhelm Würth erbaut. Sie ist die Zentralkirche des neuapostolischen Kirchenbezirks Mannheim.

## Geschichte
Die neuapostolische Gemeinde Mannheim wurde 1900 in der Spiegelkolonie gegründet. Die Gottesdienste fanden zunächst in verschiedenen Privatwohnungen statt. Von 1904 bis 1913 wurden Räumlichkeiten im Stadtteil Jungbusch angemietet und danach wurde die Aula des Realgymnasiums in der Oststadt genutzt. 1929 wurde mit dem Bau einer eigenen Kirche begonnen und im Jahr darauf konnte sie am 31. August eingeweiht werden. Den Festgottesdienst leitete der Stammapostel Johann Gottfried Bischoff. Im Zweiten Weltkrieg blieb die Kirche von größeren Beschädigungen verschont. 1974 wurde das Gebäude renoviert und zwischen 1994 und 1995 grundlegend umgebaut.

## Beschreibung

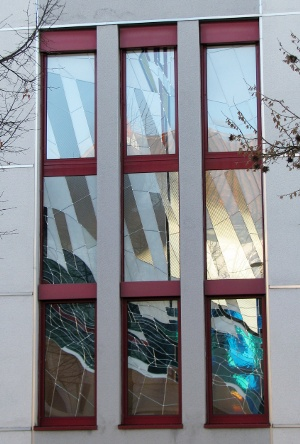
Fenster

Die Kirche steht an der Moselstraße im Zentrum von Neckarstadt-Ost. Ein Platz vermittelt zur Langen Rötterstraße. Das Gebäude besteht aus drei Kuben unterschiedlicher Höhe. Im südlichen Teil befinden sich Wohnungen. Die Höhe des Baus korrespondiert hier mit der fünfgeschossigen Wohnbebauung in der Nachbarschaft. Der 22 Meter hohe Treppenhausturm vermittelt zwischen dem Wohntrakt und der Kirche. Die Straßenfront des Turms ist geprägt von einem durchgehenden, vertikalen Fensterband. Auf den übrigen Seiten bilden die Fenster ein Kreuz. Der Kirchenbau hat an den Längsseiten drei große Rechteckfenster und ein weiteres, das im Innern seit 1995 von der Orgel verdeckt wird, am eingezogenen Chor. Die hellen Kunststeinquader und die Flachdächer vollenden den Stil der Neuen Sachlichkeit des Gebäudes.

### Orgel
Die Orgel hat 24 Register und 1.700 Pfeifen und wurde 1995 von Hehl Orgelbau gebaut. Sie hat folgende Disposition:
| I Hauptwerk | I Hauptwerk | II Schwellwerk | II Schwellwerk | Pedal         | Pedal |
| Bourdon     | 16′         | Gedackt        | 8′             | Prinzipalbass | 16′   |
| Prinzipal   | 8′          | Salicional     | 8′             | Subbass       | 16′   |
| Rohrflöte   | 8′          | Vox celeste    | 8′             | Oktavbass     | 8′    |
| Oktave      | 4′          | Principal      | 4′             | Bourdon       | 8′    |
| Holzflöte   | 4′          | Traversflöte   | 4′             | Dolcan        | 4′    |
| Oktave      | 2′          | Nasard         | 2 ⁄3′          | Fagott        | 16′   |
| Mixtur V    | 2′          | Gemshorn       | 2′             |               |       |
| Trompete    | 8′          | Terzflöte      | 1 3⁄5′         |               |       |
|             |             | Scharf III     | 1′             |               |       |
|             |             | Oboe           | 8′             |               |       |
|             |             | Tremulant      |                |               |       |

- Koppeln: II/I, Super II/I, I/P, II/P.